# Trechus lunai
Trechus lunai é uma espécie de escaravelho cavernícola, cuja distribuição se encontra confinada às partes profundas das cavidades da Serra d'Aire e do Planalto de São Mamede, no Maciço Calcário Estremenho.
Trata-se de um escaravelho troglóbio ou hipógeo, que apresenta adaptações morfológicas e fisiológicas à vida na escuridão. Apresenta olhos reduzidos, corpo despigmentado e ausência de asas.